# Ford Tempo
De Ford Tempo is een sedan uit de middenklasse die door de Amerikaanse autofabrikant Ford geproduceerd werd van 1983 tot 1994. De auto werd ook verkocht als de Mercury Topaz. De wagen kaderde in de toenmalige strategie van Ford om modernere en zuinigere modellen op de Amerikaanse markt aan te bieden.

## Eerste generatie (1983-1987)
De Ford Tempo werd in mei 1983 geïntroduceerd als de opvolger van de Ford Fairmont. De auto was technisch verwant aan de Amerikaanse Ford Escort maar had als twee- of vierdeurssedan een langere wielbasis. Het ontwerp van de carrosserie was gebaseerd op de stijl van de Ford Sierra die een jaar eerder verschenen was.
De Tempo werd aanvankelijk aangedreven door een 2,3L viercilindermotor met carburateur van 62,5 Kw (85 pk) die gekoppeld was aan een handgeschakelde vierkbak of een optionele drietraps automatische versnellingsbak. De wagen werd aangeboden in de uitrustingsniveaus L, GL en GLX.
Vanaf 1984 was de wagen verkrijgbaar met een 2,3L viercilindermotor met injectie van 64 kW (87 pk) of 74 kW (101 pk) en een 2,0L dieselmotor van Mazda met 39 kW (54 pk). De dieselmotor werd standaard met een handgeschakelde vijfbak geleverd. In 1985 werd de handbeschakelde vierbak uit het aanbod verwijderd.
In het najaar van 1985 kreeg de wagen een facelift met een hertekende voor- en achterkant en verzonken koplampen. De L-versie werd stopgezet en de GLX-uitvoering werd vervangen door de LX-uitvoering.
In 1987 werd een vierwielaangedreven versie genaamd Tempo AWD geïntroduceerd en verdween de dieselmotor uit het aanbod.

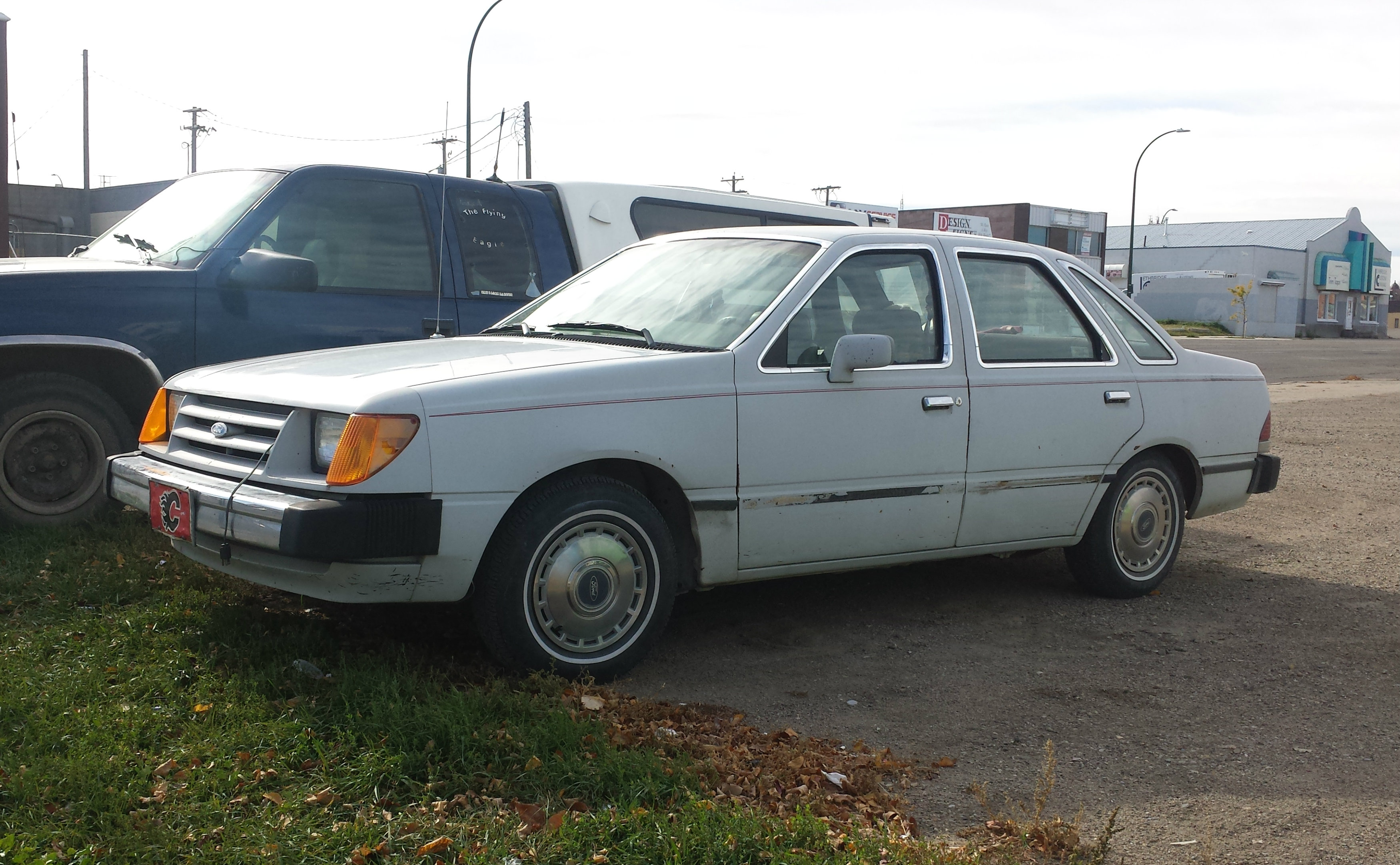
Ford Tempo (1983-1985)
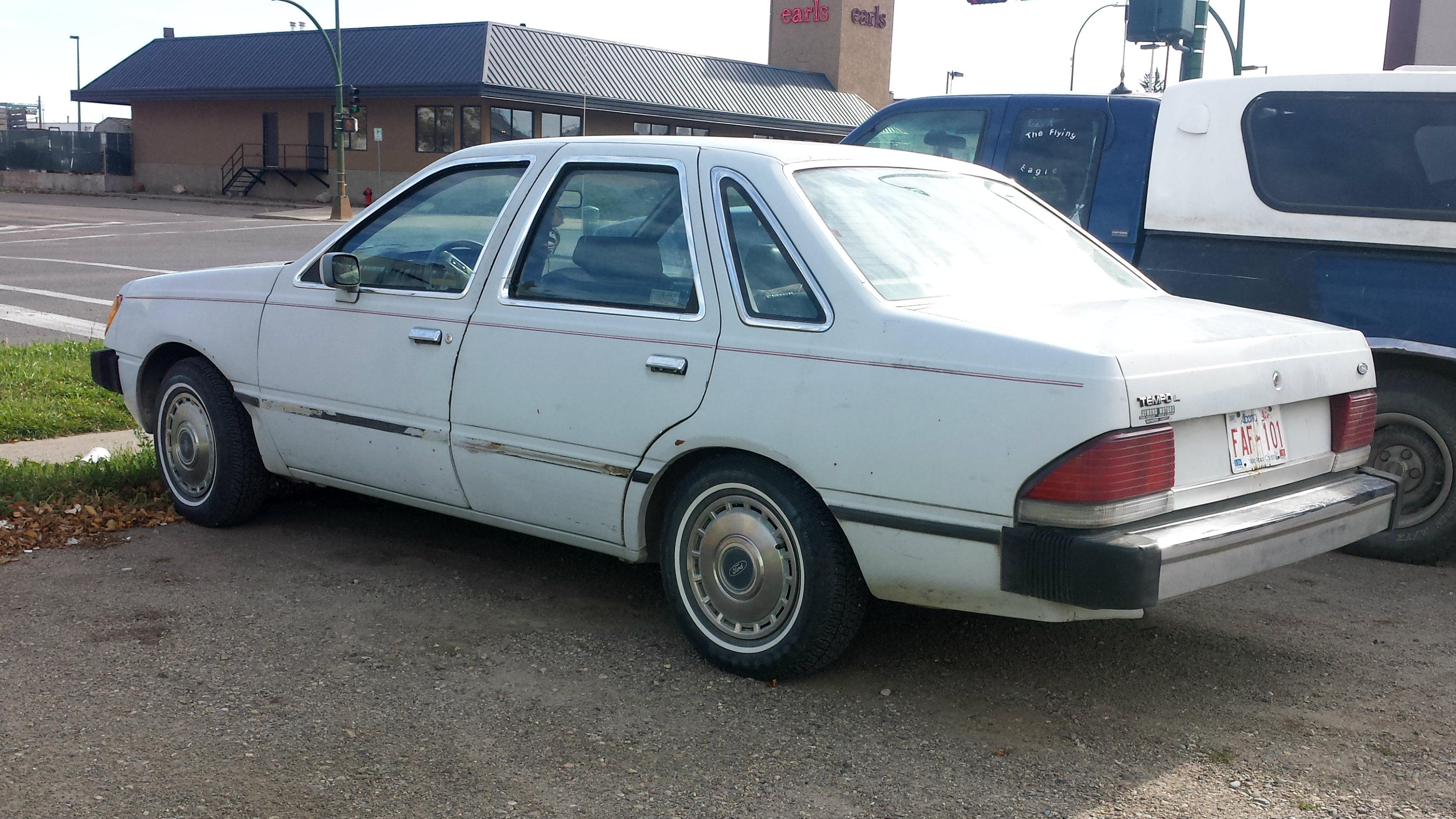
Ford Tempo (1983-1985), achteraanzicht
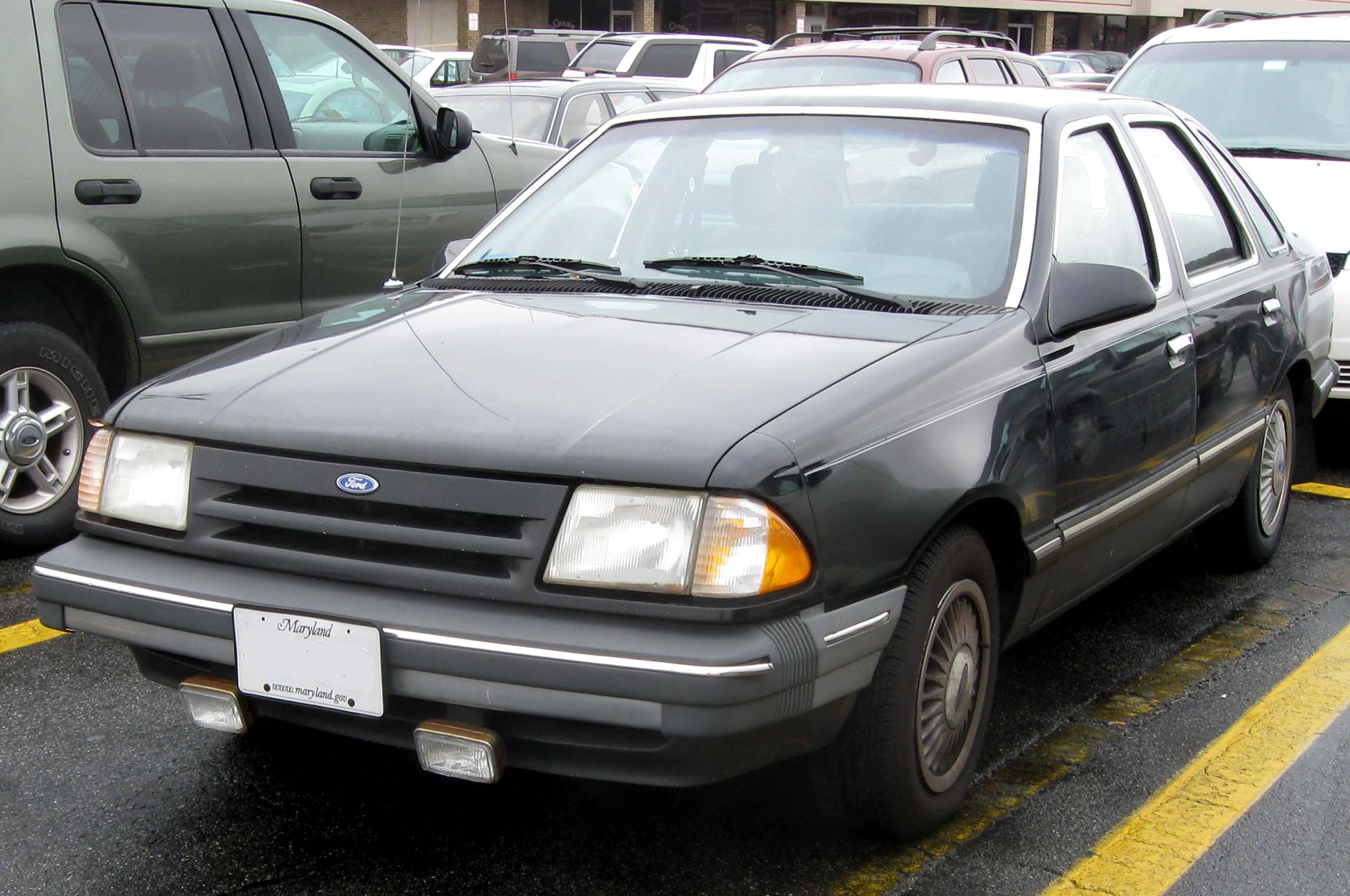
Ford Tempo (1986-1987), facelift
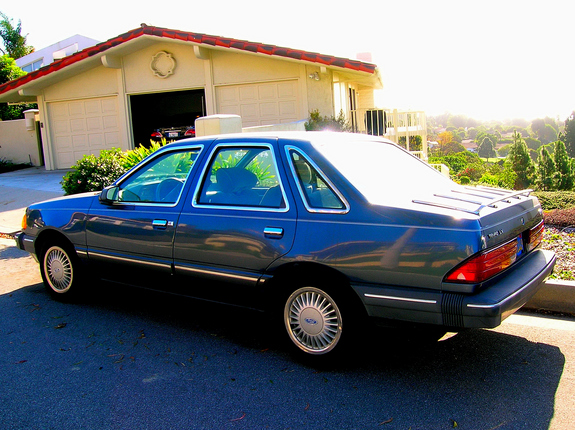
Ford Tempo (1986-1987), facelift achteraanzicht

## Tweede generatie (1988-1994)
De tweede generatie van de Ford Tempo werd voorgesteld in november 1987. De voorkant werd volledig hertekend en kreeg een vernieuwd radiatorrooster met rechthoekige koplampen en gewijzigde richtingaanwijzers. Achteraan werden nieuwe verzonken achterlichten gemonteerd. De vierdeurs sedan kreeg een nieuw ontworpen dak en derde zijruit. De GLX-versie werd omgedoopt tot GLS. Daarnaast werd het interieur opgefrist en kreeg de wagen een nieuw dashboard.
Vanaf 1992 kon de Tempo geleverd worden met een 3,0L Vulcan V6-motor van 104 kW (142 pk), terwijl de versie met vierwielaandrijving geschrapt werd.  De bumpers, het radiatorrooster en de sierstrips in chroom en zwarte kunststof waren voortaan in carrosseriekleur.
In 1993 werd het assortiment verder uitgedund en bleven alleen de twee- en vierdeurs GL en LX-versie over.
In het voorjaar van 1994 werd de productie stopgezet en werd de Tempo vervangen door de Ford Contour.

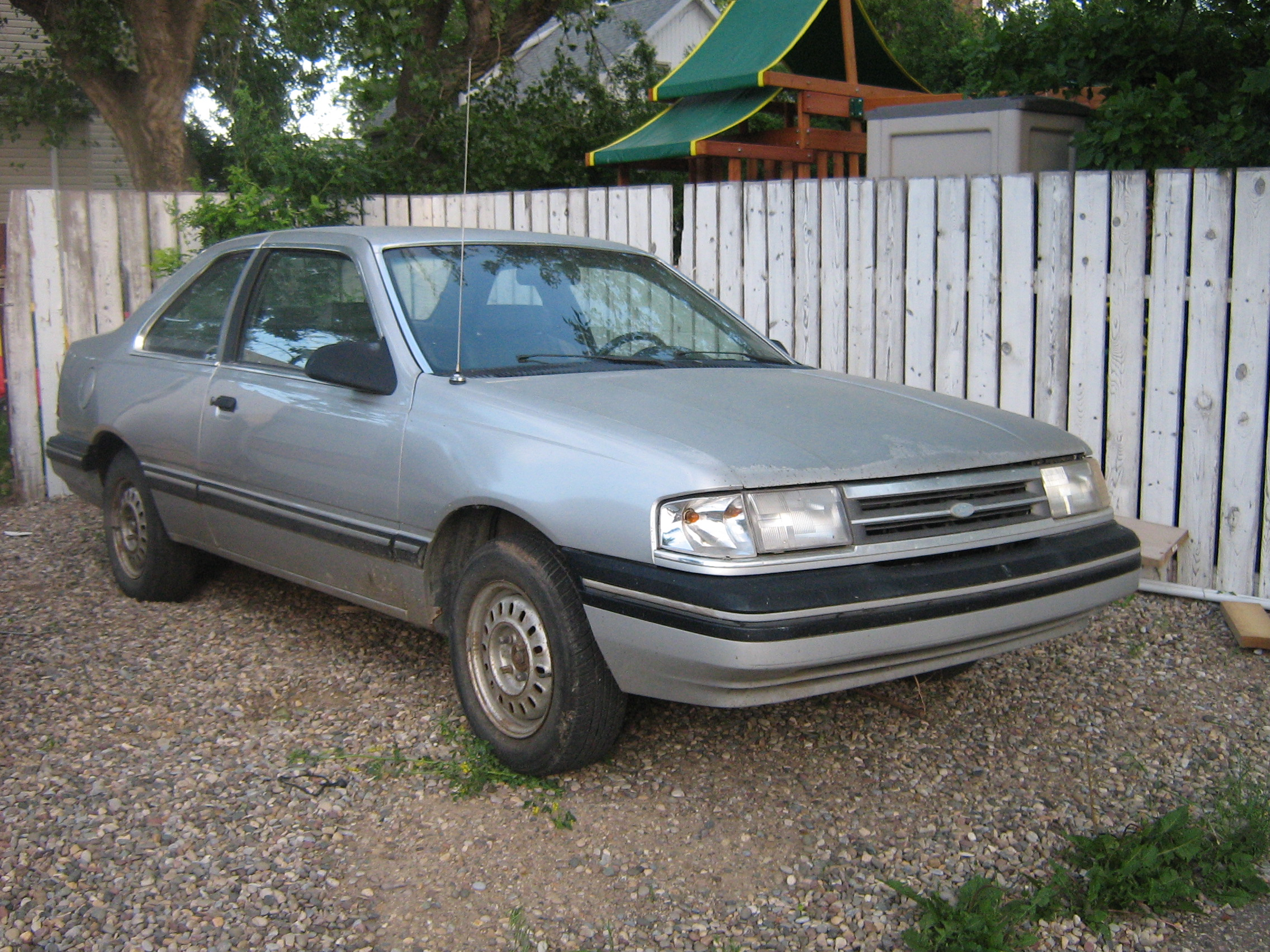
Ford Tempo (1988-1992)
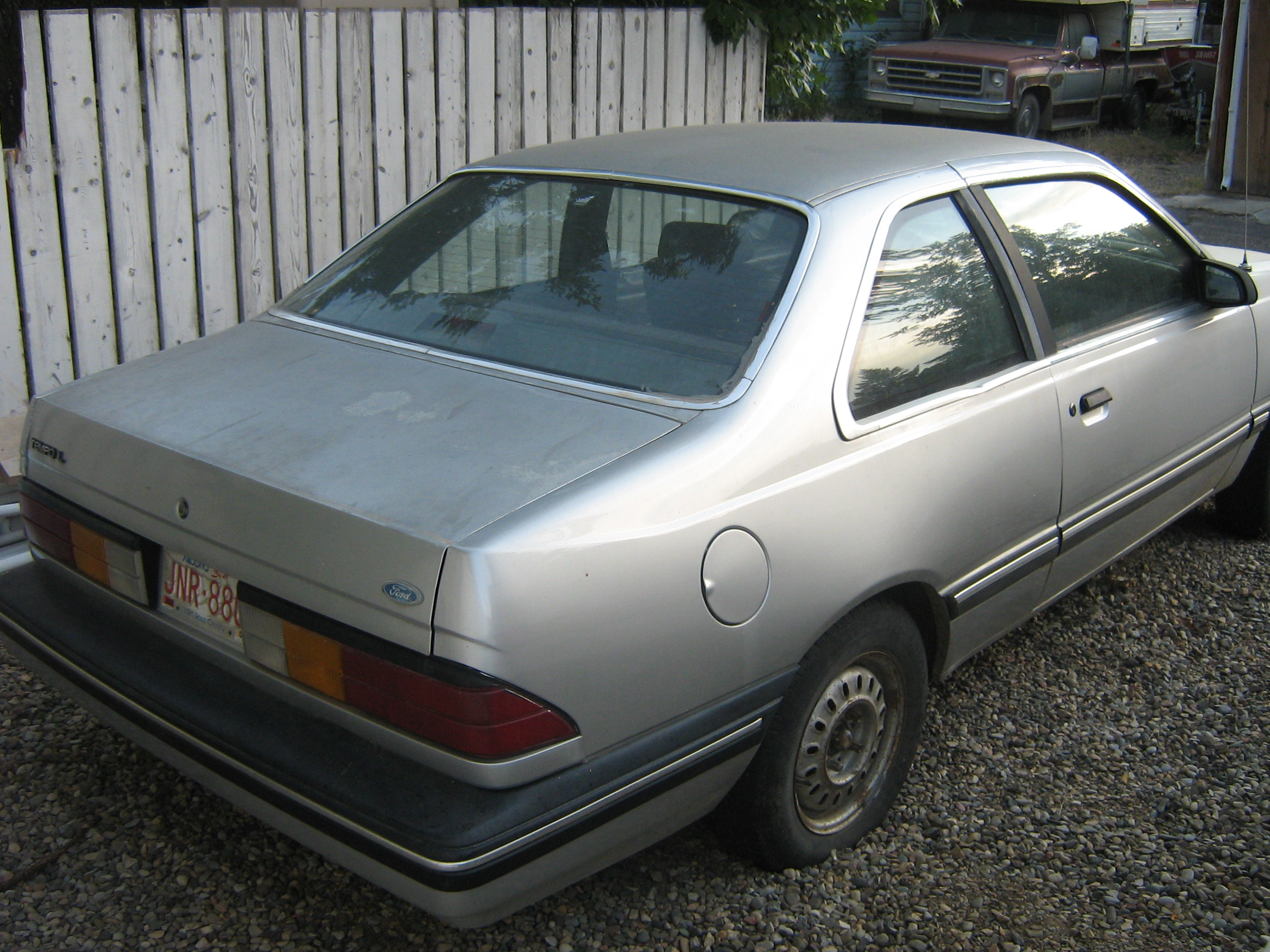
Ford Tempo (1988-1992), achteraanzicht
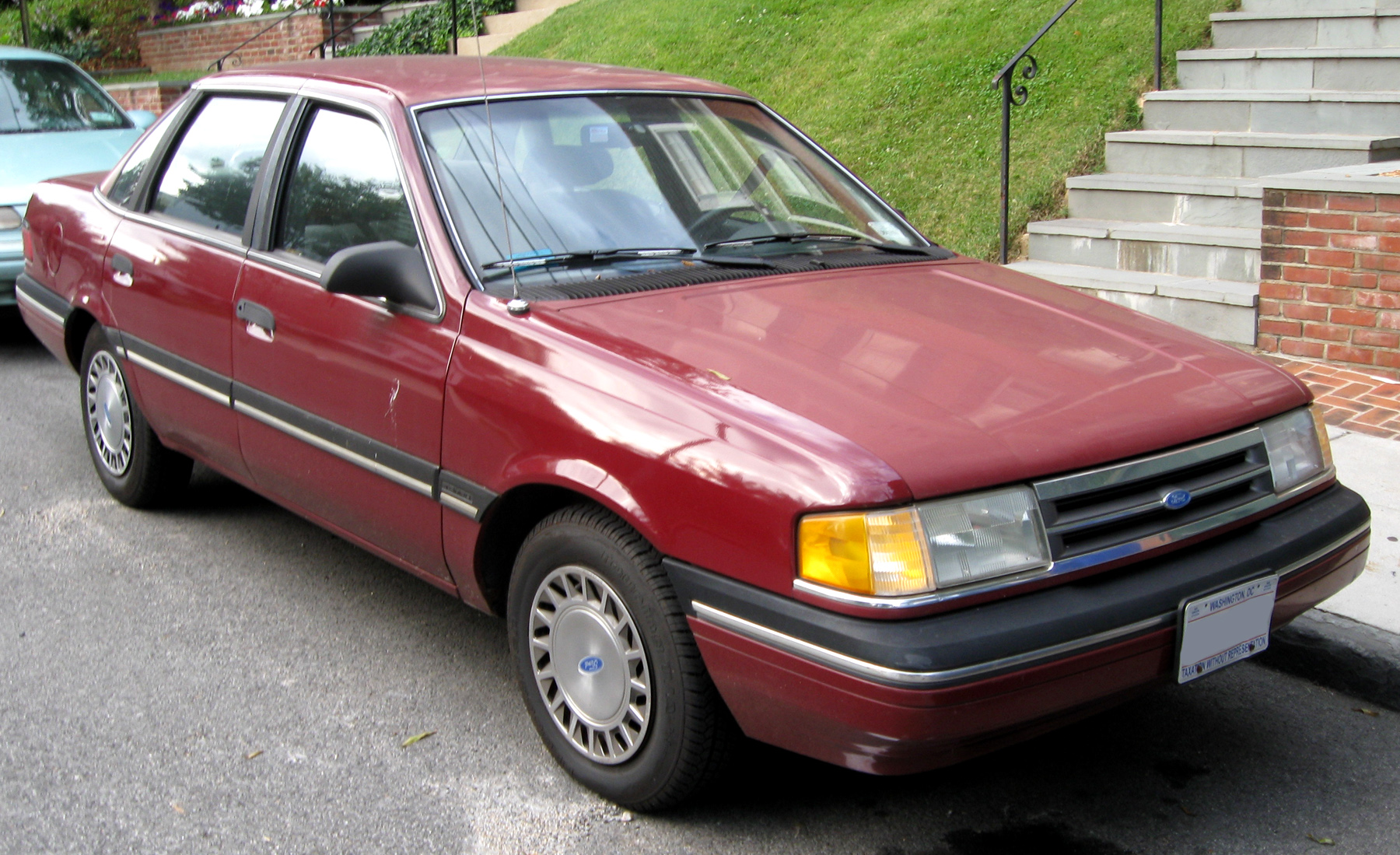
Ford Tempo (1988–1992)
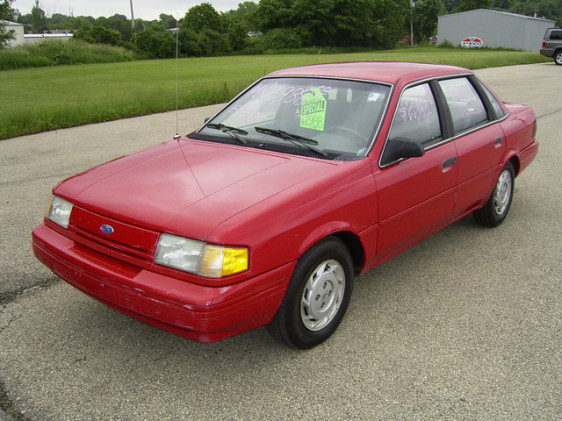
Ford Tempo (1992-1994)
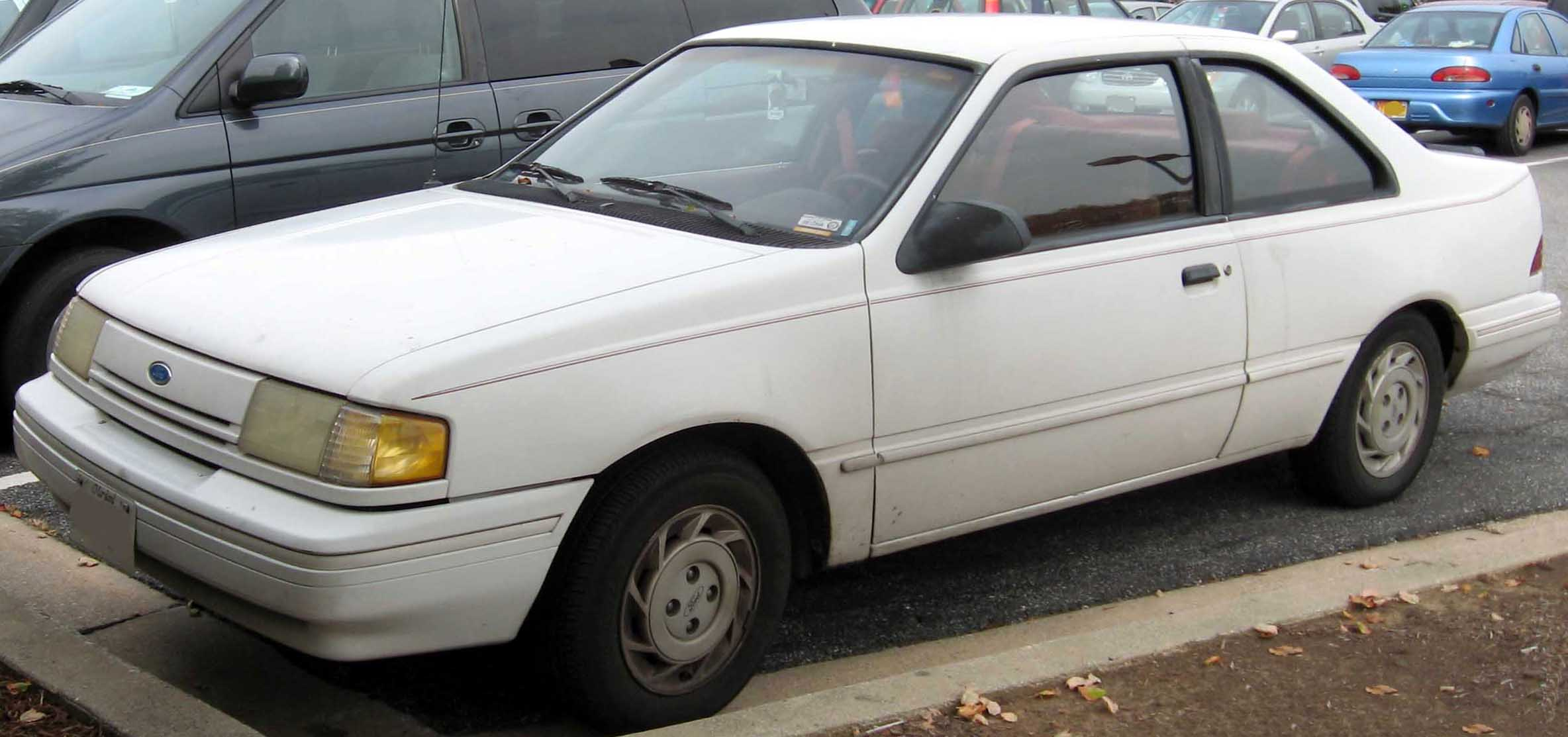
Ford Tempo (1992–1994)